# Гриньов Володимир Герасимович
Гриньов Володимир Герасимович (21 травня 1946, Торецьк, Донецька область, УРСР) — радянський та український гірничий інженер, шахтар, урядовець та професор. Старший брат Миколи Гриньова

## Життєпис
Народився 21 травня 1946 року у Торецьку.

## Освіта
1969 року закінчив Донецький політехнічний інститут.

## Професійна діяльність
З 1984 по 1997 роки працював завідувачем лабораторії розробки рудних родовищ в  Інституті гірничої справи Півночі Сибірського відділення Російської академії наук (до 1992 року — Академія наук СРСР).
1998—1999 роки — перший заступник начальника вугільної промисловості при Донецькій обласній державній адміністрації.
1999—2009 роки — провідний науковий співробітник Інституту гірничих процесів НАН України.
2009—2012 роки — заступник директора з наукової роботи Інституту гірничих процесів НАН України.
2012—2018 роки — директор Інституту гірничих процесів НАН України.
З 2018 року — завідувач лабораторії проблем розробки родовищ при Інституту гірничих процесів НАН України.

## Сім'я
Молодший брат — колаборант з РФ (з 2022 року) Микола Гриньов.

## Нагороди
- Державна премія України у галузі науки і техніки (2013)